# Hartmut Binder
Hartmut Binder (* 22. Juli 1937 in Schwäbisch Hall) ist ein deutscher Germanist, der vor allem über Franz Kafka und die Prager deutsche Literatur geforscht hat.

## Leben
Binder war von 1973 bis 2000 Professor für deutsche Literatur an der Pädagogischen Hochschule Ludwigsburg. Er hat zahlreiche Bücher und Aufsätze zur Prager deutschen Literatur verfasst, so etwa zu Oskar Baum, Rainer Maria Rilke, Johannes Urzidil, Franz Werfel, Ernst Weiß und vor allem zu Franz Kafka.
Seine Kommentarbände zu den Romanen und Erzählungen Kafkas und das von ihm herausgegebene Kafka-Handbuch (1979) gelten als Standardwerke der Forschung. Neben zahlreichen anderen Büchern ist Binder Autor der im Jahr 2008 erschienenen umfangreichen Bilddokumentation Kafkas Welt; im Jahr 2009 erschien eine umfangreiche Biografie über Gustav Meyrink.

## Schriften (Auswahl)
- Auf Kafkas Spuren. Gesammelte Studien zu Leben und Werk. Herausgegeben von Roland Reuß & Peter Staengle, Wallstein, Göttingen 2023, ISBN 978-3-8353-5421-0.
- Gestern abend im Café. Kafkas versunkene Welt der Prager Kaffeehäuser und Nachtlokale. Vitalis, Prag 2021, ISBN 978-3-89919-460-9.
- Kafkas Wien. Porträt einer schwierigen Beziehung. Vitalis, Prag 2014, ISBN 978-3-89919-282-7.
- Gustav Meyrink. Ein Leben im Bann der Magie, Vitalis, Prag / Mitterfels 2009, ISBN 978-3-89919-078-6.
- Kafkas Welt. Eine Lebenschronik in Bildern, Rowohlt, Reinbek bei Hamburg: 2008, ISBN 978-3-498-00643-3.
- Kafkas „Verwandlung“: Entstehung, Deutung, Wirkung. Stroemfeld, Frankfurt am Main / Basel 2004, ISBN 3-87877-855-4.
- Prag. Literarische Spaziergänge durch die Goldene Stadt, 3. durchgesehene Auflage (1. Auflage unter dem Titel Literaturreisen Prag), Klett-Cotta, Stuttgart 2002, ISBN 3-608-93361-1, 5. Auflage: Vitalis-Verlag, Haselbach, 2017, ISBN 978-3-89919-496-8.
- Wo Kafka und seine Freunde zu Gast waren: Prager Kaffeehäuser und Vergnügungsstätten in historischen Bilddokumenten. Vitalis, Prag / Furth im Wald 2000, ISBN 3-934774-01-6 (Furth) / ISBN 80-85938-13-8 (Prag).
- (Hrsg.): Prager Profile: vergessene Autoren im Schatten Kafkas. Berlin: Mann 1991
- Kafka-Handbuch in zwei Bänden. Kröner, Stuttgart 1979:
  - Band 1: Der Mensch und seine Zeit, ISBN 3-520-81701-2.
  - Band 2: Das Werk und seine Wirkung, ISBN 3-520-81801-9.
- Motiv und Gestaltung bei Franz Kafka (= Abhandlungen zur Kunst-, Musik- und Literaturwissenschaft. Band 37). Bouvier, Berlin, 1966, DNB 456115676 (Dissertation Uni Tübingen 8. November 1966).